# 11 (album różnych wykonawców)
11 – wspólny projekt trzech firm fonograficznych: Pomaton EMI, Izabelin Studio i BMG/Zic Zac, prezentujący popularne polskie piosenki przełomu lat 1999/2000.
Ten składankowy album muzyczny został wydany w 2000 roku przez Pomaton z numerem katalogowym 724352602421.

## Lista utworów
1. Edyta Bartosiewicz – "XXI wiek" (4:07)
2. Hey – "Mamjakty" (4:00)
3. Myslovitz – "Peggy Sue nie wyszła za mąż" (4:27)
4. Robert Gawliński – "Pozytywka" (3:43)
5. Karmacoma – "Zostanę przy tobie" (3:57)
6. Reni Jusis – "W głowie woda" (3:34)
7. Beata – "Olek" (3:44)
8. Kayah i Bregović – "Nie ma, nie ma ciebie" (3:52)
9. T.Love – "Banalny" (3:20)
10. Gabriel Fleszar – "Bilet do nieba" (3:52)
11. Republika – "Moja Angelika" (4:13)
12. De Mono – "Znowu zwykły dzień" (3:48)
13. Norbi – "Dwójka i trzy zera" (3:48)
14. Małgorzata Ostrowska – "Teraz, kiedy wiem" (4:35)
15. Perfect – "Ten moment" (3:45)
16. Harlem – "Czekając na miłość" (3:58)
17. O.N.A. – "Ciągle ty" (4:15)